# Legio II Iulia Alpina
Legio II Iulia Alpina (II Юлійсько-альпійський легіон) — римський легіон часів пізньої імперії. Створено в Юлійських Альпах, звідси походить його назва.

## Історія
Після сходження на трон за наказом імператора Константа з допоміжних загонів псевдокомітатів було утворено новий легіон — Legio II Iulia Alpina (разом з Legio I Iulia Alpina, Legio III Iulia Alpina).
Розташовувався у провінції Котські Альпи, де охороняв підходи до Італії. Тривалий час залишався на місці свого таборування, не втручаючись у боротьбу Константа з Магненцієм. Під час боротьби Магненція з імператором Констанцієм II, перейшов на бік останнього.
В подальшому переміщено (разом з Legio III Iulia Alpina) до провінції Іллірик та підпорядковано місцевому коміту. У 365–366 роках брав участь у придушенні заколоту узурпаторів Прокопія та Марцелла в Македонії та Фракії.
З початку 400-х років розташовувався в Іллірику, перебуваючи у підпорядкуванні magister peditum Західної Римської імперії. Припинив своє існування під час вторгнення вестготів на чолі із Аларіхом I, або дещо пізніше.